# Neoepidesma fascipenne
Neoepidesma fascipenne är en tvåvingeart som beskrevs av Macquart 1846. Neoepidesma fascipenne ingår i släktet Neoepidesma och familjen bredmunsflugor. Inga underarter finns listade i Catalogue of Life.